# Культура (Нижегородская область)
 Культура  — поселок в Кстовском районе Нижегородской области. Входит в состав Ройкинского сельсовета.

## География
Находится в пригородной зоне Нижнего Новгорода на расстоянии примерно 4 километра по прямой на юго-восток от вокзала станции Мыза.

## Население
| 2002 | 2010 |
| ---- | ---- |
| 131  | ↗137 |

Постоянное население составляло 131 человек (русские 97%) в 2002 году, 137 в 2010.